# فریده عاکشه بومه
فریده عاکشه-بومه (زادهٔ ۳۱ ژانویه ۱۹۵۱) یک نویسنده ایرانی-آلمانی بود. او زاده استان چهارمحال و بختیاری ایران بود و در ۳ نوامبر ۲۰۰۸ در دارمشتات آلمان درگذشت.

## زندگی‌نامه
فریده دوران جوانی خود را در شهرهای آبادان و اصفهان در ایران گذراند. پدرش برای او همسری را برگزید و او نیز با فرد مورد نظر پدرش ازدواج کرد. او پس از فارغ‌التحصیلی از دبیرستان در ایران، به دنبال همسرش که در دارمشتات تحصیل می‌کرد، به آلمان رفت. در آلمان طبق قانون از همسرش طلاق گرفت و زبان آلمانی، سیاست، تاریخ و جامعه‌شناسی را در دانشگاه خواند. پایان‌نامه کارشناسی ارشد او به تصویر انقلاب ۱۳۵۷ در مطبوعات می‌پردازد. پایان‌نامه جامعه‌شناسی او به بررسی تجربیات زنان از خارج بودن، به ویژه مهاجران می‌پرداخت. فریده در سال ۱۳۷۹ خاطرات کودکی و جوانی خود را در کتابی با عنوان "قلعه چاه بردی" منتشر کرد.
فریده عاکشه بومه با فیلسوفی آلمانی به نام گرنوت بومه ازدواج کرد و از او صاحب یک دختر شد. او به عنوان نویسنده آزاد با تمرکز بر جنسیت، مهاجرت و اسلام کار می‌کرد تا این که در ۳ نوامبر ۲۰۰۸ در دارمشتات آلمان درگذشت.

## کارها
کتاب‌ها
- تصویری از انقلاب ایران در مطبوعات جمهوری فدرال: نسخه هرودوت، گوتینگن ۱۹۸۶.
- (نویسنده همکار) انعکاس در مقابل آینه: ویرایشگر: فریده عاکشه-بومه. انتشارات سهرکمپ، فرانکفورت ۱۹۹۲ شابک ‎۳۵۱۸۱۱۷۲۴۶
- زن بودن/غریبه بودن ویرایش دوم: اس. فیشر، فرانکفورت ۱۹۹۴ شابک ‎۳۵۹۶۱۱۷۳۲۱
- (نویسنده همکار) آشکار بودن بدن: ویرایشگر: فریده عاکشه-بوهمه. انتشارات سهرکمپ، فرانکفورت ۱۹۹۵ شابک ‎۳۵۱۸۱۱۷۳۴۳
- زن مسلمان متفاوت است (تعصبات و واقعیت‌ها) ویرایش دوم:  انتشارات گوترسلوه ۱۹۹۷ شابک ‎۳۵۷۹۰۰۷۱۶۵
- در جهان‌های تقسیم شده: تجربیات بیگانگی بین مهاجرت و مشارکت برندز و آپسل، فرانکفورت ۲۰۰۰ شابک ‎۳۸۶۰۹۹۲۰۲۳
- قلعه چاه بردی (از ایران تا آلمان): داستان کودکی و جوانی. برندز و آپسل، ۲۰۰۰ شابک ‎۳۸۶۰۹۹۱۹۳۰
  - قلعه چاه بردی ۲: ۲۰۰۸ شابک ‎۹۷۸۸۸۷۳۷۱۳۳۶۴
- همراه با گرنو بومه: زندگی تا بیماری. دربارهٔ هنر مقابله با درد و رنج. مونیخ ۲۰۰۵ شابک ‎۳۴۰۶۵۲۷۹۰۶
- جنسیت و تمرین بدن در اسلام برندز و آپسل: فرانکفورت ۲۰۰۶ شابک ‎۳۸۶۰۹۹۸۵۱X
- همراه با گرنت بومه: نقطه عطف. رمان فلسفی. کارل آلبر، فرایبورگ و مونیخ ۲۰۱۹ شابک ‎۹۷۸۳۴۹۵۴۹۰۶۹۳

### مقالات
- درک غربی از بدن به عنوان یک دیدگاه جهانی. در: کنسیلیوم. مجله بین‌المللی الهیات. سال ۳۸ شماره ۲. ۲۰۰۲
- برنامه‌های زندگی و گرفتاری: زندگینامه در غربت و مهاجرت. در: الیزابت روهر، مکتیلد یانسن (ویرایشگران): مسافران برون مرزی: زنان در حال فرار، در تبعید و مهاجرت. انتشارات روانی اجتماعی، گیسن ۲۰۰۲ شابک ‎۳۸۹۸۰۶۱۰۵۱